# Света Петка (Ругинце)
Вижте пояснителната страница за други значения на Света Петка.
„Света Петка“ (на македонска литературна норма: „Света Петка“) е възрожденска манастирска православна църква в село Ругинце, северната част на Северна Македония. Част е от Кумановско-Осоговската епархия на Македонската православна църква – Охридска архиепископия. Църквата е изградена в 1894 година. Представлява трикорабен, безкуполен, гробищен храм. Има каменни релефни украси. Не е изписана.